# Jean Hoerni
Jean Amédée Hoerni (26 de setembre de 1924 - 12 de gener de 1997) va ser un enginyer suís-nord-americà. Va ser un pioner dels transistors de silici i un membre dels " vuit traïdors". Va desenvolupar el procés pla, una tecnologia important per fabricar i fabricar de manera fiable dispositius semiconductors, com ara transistors i circuits integrats.
Hoerni va néixer el 26 de setembre de 1924 a Ginebra, Suïssa. Va rebre la seva llicenciatura en matemàtiques a la Universitat de Ginebra i dos doctorats en física; un de la Universitat de Ginebra i l'altre de la Universitat de Cambridge.
El 1952, es va traslladar als Estats Units per treballar a l'Institut Tecnològic de Califòrnia, on va conèixer William Shockley, un físic dels laboratoris Bell que va estar íntimament implicat en la creació del transistor.
Uns anys més tard, Shockley va reclutar Hoerni per treballar amb ell a la recentment fundada divisió Shockley Semiconductor Laboratory de Beckman Instruments a Mountain View, Califòrnia. Però l'estrany comportament de Shockley va obligar els anomenats "vuit traïdors" (Hoerni, Julius Blank, Victor Grinich, Eugene Kleiner, Jay Last, Gordon Moore, Robert Noyce i Sheldon Roberts) a abandonar el seu laboratori i crear la corporació Fairchild Semiconductor.
El 1958, Hoerni va assistir a una reunió de la Societat Electroquímica, on l'enginyer de Bell Labs Mohamed Atalla va presentar un article sobre la passivació de les unions p–n per l'òxid, i va demostrar l'efecte de passivació del diòxid de silici sobre una superfície de silici. Hoerni estava intrigat i un matí va plantejar el concepte de tecnologia plana mentre pensava en el dispositiu d'Atalla. Aprofitant l'efecte passivant del diòxid de silici a la superfície de silici, Hoerni va proposar fer transistors que estiguessin protegits per una capa de diòxid de silici.
El procés planar va ser inventat per Jean Hoerni, amb la seva primera patent presentada el maig de 1959. El procés pla va ser fonamental en la invenció del circuit integrat de silici per Robert Noyce. Noyce es va basar en el treball de Hoerni amb la seva concepció d'un circuit integrat, que va afegir una capa de metall a la part superior de l'estructura bàsica de Hoerni per connectar diferents components, com ara transistors, condensadors o resistències, situats a la mateixa peça de silici. El procés pla va proporcionar una manera potent d'implementar un circuit integrat que era superior a les concepcions anteriors del dispositiu. Amb Noyce, a Jack Kilby de Texas Instruments se li atribueix la invenció del circuit integrat, però l'IC de Kilby es basava en germani. Com a resultat, els circuits integrats de silici tenen nombrosos avantatges respecte al germani. El nom "Silicon Valley" fa referència a aquest silici.